# Claude d'Abbeville

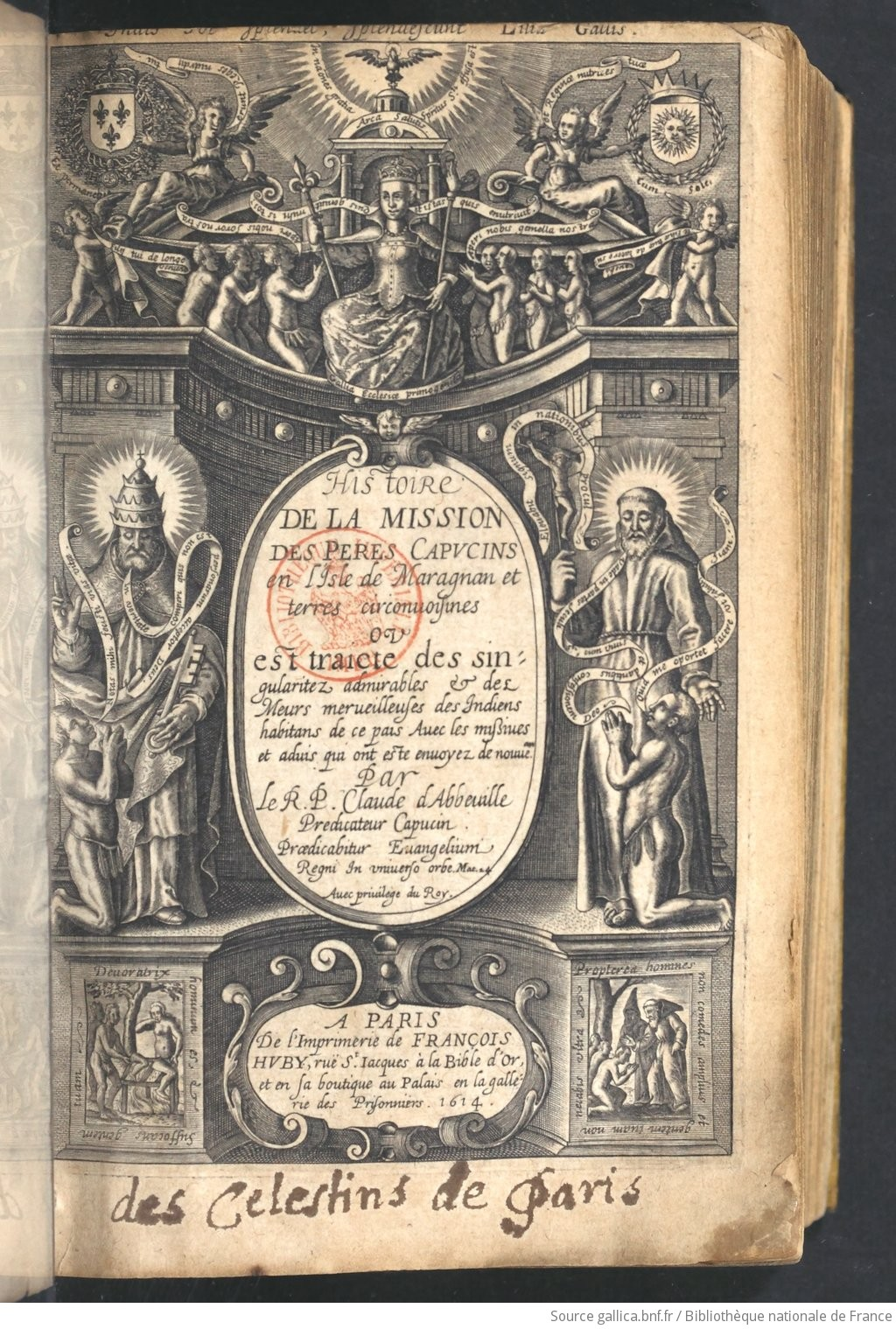
Frontispício de sua obra de 1614. No cabeçalho, a inscrição em latim: "Indis Sol splendet, splendescunt Lilia Gallis" ("O sol das Índias brilha, os lírios franceses brilham").

Claude d'Abbeville (? – Rouen, 1632) foi um religioso e entomólogo francês.
Participou da expedição enviada em 1612 ao Brasil (Maranhão) pelo governo de seu país. Junto de seu amigo Yves d'Évreux, identificou e registrou os nomes indígenas de diversos insetos, tais como as grandes borboletas azuis, as mutucas e os mosquitos. É autor da obra Historie de la mission des pères capucins en l'isle de Maragnan et terres circonvoisines (1614), ou História da missão dos padres capuchinhos na ilha de Maranhão e terras circunvizinhas.